# オズワルド・エルナンデス
オズワルド・エルナンデス・チャンベル（Osvaldo Hernández Chambell, 1970年7月11日 - ）は、キューバの男子バレーボール選手。カマグエイ出身。ポジションはオポジット。元キューバ代表。

## 来歴
元々はミドルブロッカーであったが、ナショナルチーム代表監督の目に留まり、オポジットにコンバートされる。キューバ国内で経験を積み、1992年バルセロナオリンピック、1996年アトランタオリンピックに出場したのち、1998年にイタリア・セリエAのパレルモへ移籍。同年キューバ代表として出場した1998年ワールドリーグで初優勝に貢献し、1998年世界選手権で銅メダルを獲得した。1999年ワールドカップでは銀メダル獲得とベストサーバー賞を受賞し、翌2000年シドニーオリンピックに出場した。
同年、セリエA・ローマ在籍時にリーグ優勝とCEVカップ優勝を経験。モンティキアーリ、ピアチェンツァを経て、2005年のペルージャ在籍時にはリーグ準優勝に貢献した。2008年にギリシャのラミア、2009年には韓国の現代キャピタル・スカイウォーカーズでもプレーした。

## 球歴
- オリンピック - 1992年（4位）、1996年（6位）、2000年（7位）
- 世界選手権 - 1998年（銅メダル）
- ワールドカップ - 1999年（銀メダル）
- ワールドリーグ - 1998年（優勝）、1999年（準優勝）、1995年（3位）

## 所属クラブ
- パレルモ・バレー（1998-1999年）
- ローマ・バレー（1999-2002年）
- ガベカ・モンティキアーリ（2002-2003年）
- パッラヴォーロ・ピアチェンツァ（2003-2004年）
- ペルージャ・バレー（2004-2006年）
- Mローマ・バレー（2006-2008年）
- DAKラミア（2008-2009年）
- Mローマ・バレー（2008-2009年）
- パッラヴォーロ・ピネート（2009-2010年）
- 現代キャピタル・スカイウォーカーズ（2009-2010年）